# Gualberto
Gualberto y Gualberta son las formas en italiano y portugués del nombre germánico Waldobert compuesto a su vez por las raíces ‹wald›, poder, y ‹bert›, espléndido.